# Graphidales
Die Graphidales sind eine Ordnung flechtenbildender Schlauchpilze.

## Merkmale
Die Arten sind zum großen Teil flechtenbildende Pilze. Die Fruchtkörper sind becherförmig (Apothecium) bis schmal langgestreckt (Hysterothecium). Die Schläuche (Asci) sind dickwandig mit einer ringförmigen Struktur, die in das Lumen hineinragt.

## Ökologie und Verbreitung
Die Graphidales sind durchwegs Flechten und kommen weltweit, aber besonders in tropischen und subtropischen Gebieten vor.

## Systematik
Die Ordnung Graphidales wurde 1907 von Charles Edwin Bessey gültig beschrieben. Allerdings wurden die Vertreter der Ordnung lange zu den Ostropales gerechnet, die auch nicht flechtenbildende Arten umfasst. Kraichak und Mitarbeiter stellten aber 2018 aber die Ordnung wieder her.
Mit Stand 2022 zählen folgende Familien und Gattungen zur Ordnung:
- Diploschistaceae mit 35 Gattungen:
  - Acanthothecis mit etwa 60 Arten
  - Acanthotrema mit 6 Arten
  - Aggregatorygma mit zwei Arten
  - Ampliotrema mit 17 Arten
  - Asteristion mit 7 Arten
  - Austrotrema mit drei Arten
  - Borinquenotrema mit nur einer Art
  - Byssotrema mit nur einer Art
  - Carbacanthographis mit 28 Arten
  - Compositrema mit vier Arten
  - Corticorygma mit nur einer Art
  - Diploschistes mit 33 Arten
  - Fibrillithecis mit 15 Arten
  - Gintarasia mit 8 Arten
  - Glaucotrema mit fünf Arten
  - Gyrotrema mit 6 Arten
  - Heiomasia mit fünf Arten
  - Melanotopelia mit vier Arten
  - Melanotrema mit 12 Arten
  - Myriochapsa mit drei Arten
  - Myriotrema mit 55 Arten
  - Nadvornikia mit fünf Arten
  - Nitidochapsa mit fünf Arten
  - Ocellularia mit etwa 400 Arten
  - Phaeographopsis mit drei Arten
  - Pseudoramonia mit vier Arten
  - Redingeria mit 9 Arten
  - Reimnitzia mit nur einer Art
  - Rhabdodiscus mit 36 Arten
  - Sanguinotrema mit nur einer Art
  - Schizotrema mit 8 Arten
  - Stegobolus mit 16 Arten
  - Topeliopsis mit 20 Arten
  - Wirthiotrema mit fünf Arten
  - Xalocoa mit nur einer Art

- Fissurinaceae mit 6 Gattungen:
  - Clandestinotrema mit 17 Arten
  - Cruentotrema mit 7 Arten
  - Dyplolabia mit fünf Arten
  - Enigmotrema mit nur einer Art
  - Fissurina mit etwa 155 Arten
  - Pycnotrema mit zwei Arten

- Gomphillaceae mit 26 Gattungen:
  - Actinoplaca mit zwei Arten
  - Aderkomyces mit 30 Arten
  - Aplanocalenia mit nur einer Art
  - Arthotheliopsis mit fünf Arten
  - Asterothyrium mit 32 Arten
  - Aulaxina mit 14 Arten
  - Calenia mit 30 Arten
  - Caleniopsis mit zwei Arten
  - Corticifraga mit 9 Arten
  - Diploschistella mit vier Arten
  - Echinoplaca mit 40 Arten
  - Ferraroa mit nur einer Art
  - Gomphillus mit 6 Arten
  - Gyalectidium mit 52 Arten
  - Gyalidea mit 50 Arten
  - Gyalideopsis mit 91 Arten
  - Hippocrepidea mit nur einer Art
  - Jamesiella mit vier Arten
  - Lithogyalideopsis mit vier Arten
  - Paragyalideopsis mit vier Arten
  - Paratricharia mit nur einer Art
  - Phyllogyalidea mit zwei Arten
  - Psorotheciopsis mit 7 Arten
  - Rolueckia mit drei Arten
  - Taitaia mit nur einer Art
  - Tricharia mit etwa 30 Arten

- Graphidaceae mit 32 Gattungen:
  - Allographa mit etwa 185 Arten
  - Amazonotrema mit nur einer Art
  - Anomalographis mit zwei Arten
  - Anomomorpha mit 8 Arten
  - Creographa mit zwei Arten
  - Cryptoschizotrema mit zwei Arten
  - Diaphorographis mit zwei Arten
  - Diorygma mit 77 Arten
  - Flegographa mit nur einer Art
  - Glyphis mit 7 Arten
  - Graphis mit etwa 275 Arten
  - Halegrapha mit 9 Arten
  - Hemithecium mit etwa 50 Arten
  - Jocatoa mit nur einer Art
  - Kalbographa mit fünf Arten
  - Leiorreuma mit 18 Arten
  - Malmographina mit nur einer Art
  - Mangoldia mit zwei Arten
  - Pallidogramme mit 14 Arten
  - Phaeographis mit etwa 180 Arten
  - Platygramme mit 30 Arten
  - Platythecium mit 27 Arten
  - Pliariona mit nur einer Art
  - Polistroma mit nur einer Art
  - Pseudochapsa mit 19 Arten
  - Pseudotopeliopsis mit vier Arten
  - Sarcographa mit 37 Arten
  - Sarcographina mit 6 Arten
  - Schistophoron mit fünf Arten
  - Thalloloma mit 20 Arten
  - Thecaria mit vier Arten
  - Thecographa mit drei Arten

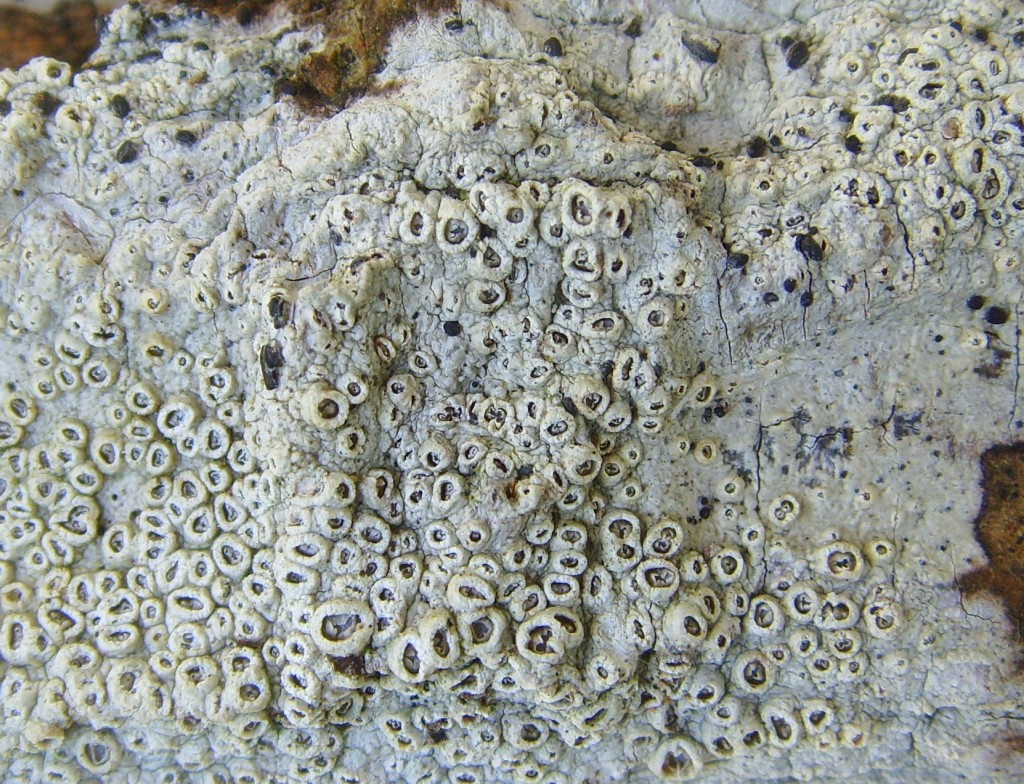
Thelotrema lepadinum

- Redonographaceae mit zwei Gattungen:
  - Gymnographopsis mit drei Arten
  - Redonographa mit fünf Arten

- Thelotremataceae mit 7 Gattungen:
  - Astrochapsa mit 29 Arten
  - Chapsa mit etwa 60 Arten
  - Chroodiscus mit 17 Arten
  - Crutarndina mit nur einer Art
  - Leucodecton mit 31 Arten
  - Paratopeliopsis mit nur einer Art
  - Thelotrema mit 106 Arten